# Act Tower
L'Act Tower (アクトタワー) est un gratte-ciel culminant à 213 mètres de hauteur et construit dans la ville d'Hamamatsu en 1994. C'est le plus haut immeuble du Japon en dehors des grandes agglomérations de Tokyo, Osaka et Nagoya.
Les 17 hauts plus hauts étages sont occupés par un hôtel de la chaine Okura. Au sommet se trouve un étage d'observation pour le grand public et une chapelle de mariage qui est par conséquent l'une des plus hautes du pays.
Les architectes sont Nihon Sekkei (ja) et Mitsubishi Estate Co..

## Forme
L'architecture de l'Act Tower est destinée à ressembler à un harmonica. 